# Серра-Редонда
Серра-Редонда (порт. Serra Redonda) — муниципалитет в Бразилии, входит в штат Параиба. Составная часть мезорегиона Сельскохозяйственный район штата Параиба. Входит в экономико-статистический микрорегион Кампина-Гранди. Население составляет 7308 человек на 2006 год. Занимает площадь 55,906 км². Плотность населения — 130,7 чел./км².

## Статистика
- Валовой внутренний продукт на 2003 год составляет 19 401 298,00 реалов (данные: Бразильский институт географии и статистики).
- Валовой внутренний продукт на душу населения на 2003 год составляет 2654,80 реалов (данные: Бразильский институт географии и статистики).
- Индекс развития человеческого потенциала на 2000 год составляет 0,576 (данные: Программа развития ООН).